# Goraksha Shataka
Goraksha Shataka (Sanskrit: गोरक्षशतक, IAST: Gorakṣaśataka) ou « Centurie de Gorakṣa » est un texte sanskrit attribué à Gorakṣanātha. Ce texte traite de haṭhayoga.

## Description
Le texte composé en sanskrit comprend cent versets qui condensent en eux-mêmes les premiers enseignements relatifs au haṭhayoga. C'est le premier texte à donner la description de méthodes complexes de prāṇāyāma (contrôle du souffle) et à enseigner une technique pour éveiller la kuṇḍalinī.